# Pierce M. B. Young
Pierce Manning Butler Young  (15 november 1836 – 6 juli 1896) was een Amerikaanse soldaat, politicus en diplomaat. Tijdens de  Amerikaanse Burgeroorlog was hij generaal-majoor in het Confederate States Army. Na de oorlog bouwde hij een politieke en diplomatieke loopbaan uit.

## Vroege jaren
Pierce M. B. Young werd geboren op 15 november 1836 in Spartanburg, South Carolina. Zijn vader was Dr. R. M. Young en zijn grootvader was kapitein William Young die had meegevochten in de Amerikaanse Onafhankelijkheidsoorlog. Op jonge leeftijd verhuisde hij en zijn gezin naar Bartow County, Georgia. Hij kreeg er les van privéleraren. Toen hij 13 jaar werd, volgde Young les aan de Georgia Military Institute in Marietta, Georgia. Hij studeerde af in 1856. Young studeerde kort rechten voor hij toegelaten werd tot de United States Military Academy in West Point. Twee maanden voor hij daar zou afstuderen verliet hij de academie na de secessie van Georgia.

## Amerikaanse Burgeroorlog
Na zijn vertrek uit de militaire academie werd hij benoemd tot tweede luitenant in het 1st Georgia Infantry Regiment. Hij werd al snel bevorderd tot eerste luitenant en toegevoegd aan de staf van generaal-majoor Braxton Bragg in Pensacola, Florida. Ook was hij kort adjudant van brigadegeneraal W. H. T. Walker. In juli werd Young toegevoegd aan Cobb’s Legion en op 24 juli 1861 bevorderd tot majoor. Enkele maanden later op 3 september 1861 werd hij gepromoveerd tot luitenant-kolonel. In november kreeg hij het bevel over de cavalerie van het legioen.
Youngs cavalerie werd in 1862 toegevoegd aan de brigade van brigadegeneraal Wade Hampton in J.E.B. Stuarts cavaleriedivisie in het Army of Northern Virginia. Tijdens de Marylandveldtocht werd Young geprezen voor zijn inzet en moed door Stuart. Op 1 november 1862 werd Young gepromoveerd tot kolonel. Hij onderscheidde zich opnieuw tijdens de Slag bij Brandy Station op 9 juni 1863 en nam deel aan de cavalerie-operaties tijdens de Gettysburgveldtocht. Begin augustus raakte hij gewond bij een schermutseling. In oktober 1863 werd hij bevorderd tot brigadegeneraal en kreeg het bevel over de oude brigade van Hampton. Deze bestond uit de 1st en 2nd South Carolina Cavalry Regiment, Cobbs Legion, Jeff Davis Legion en Phillips' Legion. Zijn brigade werd ingezet tijdens de Bristoeveldtocht en tijdens de Slag bij Mine Run.
In 1864 nam Young, samen met zijn brigade, deel aan de Overlandveldtocht in Virginia. Na het overlijden van J.E.B. Stuart bij Yellow Tavern nam Young tijdelijk de plaats in van Hampton die Stuart verving. Young werd in november naar Augusta in Georgia gestuurd om nieuwe rekruten op te pikken en raakte betrokken bij de verdediging van de stad toen de Noordelijken onder leiding van generaal-majoor William T. Sherman de stad bedreigden. Young werd in december 1864 bevorderd tot generaal-majoor. Hij werd ingezet om Savannah te helpen verdedigen en nam in 1865 ook deel aan de Carolina's-veldtocht. Hij gaf zich samen met het Army of Tennessee onder leiding van generaal Joseph E. Johnston over op 26 april 1865.

## Latere jaren
Na de oorlog keerde hij terug naar Georgia en werd plantage-eigenaar. Young was een overtuigd Democraat en stelde zich verkiesbaar voor het Huis van Afgevaardigden. Hij werd verkozen en zou nog drie maal herkozen worden. Hij zetelde in het huis tussen 1868 en 1875. Hij werd aangesteld als Amerikaans vertegenwoordiger voor de Wereldtentoonstelling van 1878 in Parijs. Daarna diende hij tussen 1885 en 1887 als consul-generaal in Sint-Petersburg in het Keizerrijk Rusland en tussen 1893 en 1896 als speciaal zaakgelastigde in Guatemala en Honduras.  Hij overleed op 6 juli 1896 in New York. Zijn stoffelijk overschot werd bijgezet in het Oak Hill Cemetery in Cartersville, Georgia.